# シクロテン
シクロテン（英: cyclotene）は化学式C6H8O2で表される有機化合物。メチルシクロペンテノロン（英: Methylcyclopentenolone）とも呼ばれる。コーヒーやカラメルなど焙煎したものの香り成分となる。

## 用途
カスタードプリンのカラメルソース部分に似た、甘く焦げたにおいがあることから、食品や飼料添加物、衣料用洗剤、電子たばこの香料として幅広く使用されている。また、日本の環境省告示の「臭気指数及び臭気排出強度の算定の方法」における基準臭液に採用されている。木材の薫煙処理により生じ、殺菌・防腐効果をもたらすとの説もある。